# لي حزقيال
لي حزقيال (بالصينية: 栗 娟) هي منافسة ألعاب القوى صينية، ولدت في 5 أكتوبر 1968.

## وصلات خارجية
- لي حزقيال على موقع الاتحاد الدولي لألعاب القوى (الإنجليزية)
- لي حزقيال على موقع أوليمبيديا (الإنجليزية)